# 2002 100 legnagyobb slágere
Ez a lista a Billboard magazin  első Hot 100  zenéjét tartalmazza 2002-ből.
| Helyezés | Zene                                            | Előadó                                                                          |
| -------- | ----------------------------------------------- | ------------------------------------------------------------------------------- |
| 1        | How You Remind Me                               | Nickelback                                                                      |
| 2        | Foolish                                         | Ashanti (tie)                                                                   |
| 3        | Hot in Herre                                    | Nelly                                                                           |
| 4        | Dilemma                                         | Nelly featuring Kelly Rowland (tie)                                             |
| 5        | Wherever You Will Go                            | The Calling                                                                     |
| 6        | A Thousand Miles                                | Vanessa Carlton                                                                 |
| 7        | In the End                                      | Linkin Park                                                                     |
| 8        | What's Luv?                                     | Fat Joe featuring Ashanti                                                       |
| 9        | U Got It Bad                                    | Usher                                                                           |
| 10       | Blurry                                          | Puddle of Mudd                                                                  |
| 11       | Complicated                                     | Avril Lavigne                                                                   |
| 12       | Always on Time                                  | Ja Rule featuring Ashanti                                                       |
| 13       | Ain't It Funny                                  | Jennifer Lopez featuring Ja Rule                                                |
| 14       | The Middle                                      | Jimmy Eat World                                                                 |
| 15       | I Need a Girl (Part One)                        | P. Diddy featuring Usher & Loon                                                 |
| 16       | U Don't Have to Call                            | Usher                                                                           |
| 17       | Family Affair                                   | Mary J. Blige                                                                   |
| 18       | I Need a Girl (Part Two)                        | P. Diddy & Ginuwine featuring Loon, Mario Winans & Tammy Ruggeri                |
| 19       | Gangsta Lovin'                                  | Eve featuring Alicia Keys                                                       |
| 20       | My Sacrifice                                    | Creed                                                                           |
| 21       | Without Me                                      | Eminem                                                                          |
| 22       | Hero                                            | Enrique Iglesias                                                                |
| 23       | All You Wanted                                  | Michelle Branch                                                                 |
| 24       | Get the Party Started                           | Pink                                                                            |
| 25       | Hero                                            | Chad Kroeger featuring Josey Scott                                              |
| 26       | Wasting My Time                                 | Default                                                                         |
| 27       | One Last Breath                                 | Creed                                                                           |
| 28       | Whenever, Wherever                              | Shakira                                                                         |
| 29       | I’m Gonna Be Alright                            | Jennifer Lopez featuring Nas                                                    |
| 30       | Oh Boy                                          | Cam'ron featuring Juelz Santana                                                 |
| 31       | Heaven                                          | DJ Sammy & Yanou featuring Do                                                   |
| 32       | Hey Baby                                        | No Doubt featuring Bounty Killer                                                |
| 33       | Girlfriend                                      | ’N Sync featuring Nelly                                                         |
| 34       | Just a Friend 2002                              | Mario                                                                           |
| 35       | Soak Up the Sun                                 | Sheryl Crow                                                                     |
| 36       | Don’t Let Me Get Me                             | Pink                                                                            |
| 37       | Nothin’                                         | N.O.R.E.                                                                        |
| 38       | Oops (Oh My)                                    | Tweet                                                                           |
| 39       | A Moment Like This                              | Kelly Clarkson                                                                  |
| 40       | Addictive                                       | Truth Hurts featuring Rakim                                                     |
| 41       | Happy                                           | Ashanti                                                                         |
| 42       | No Such Thing                                   | John Mayer                                                                      |
| 43       | Just Like a Pill                                | Pink                                                                            |
| 44       | Down 4 U                                        | Irv Gotti Presents The Inc. featuring Ja Rule, Ashanti, Charli Baltimore & Vita |
| 45       | Can't Get You out of My Head                    | Kylie Minogue                                                                   |
| 46       | Superman (It’s Not Easy)                        | Five for Fighting                                                               |
| 47       | Cleanin' Out My Closet                          | Eminem                                                                          |
| 48       | Halfcrazy                                       | Musiq                                                                           |
| 49       | Lights, Camera, Action!                         | Mr. Cheeks                                                                      |
| 50       | Still Fly                                       | Big Tymers                                                                      |
| 51       | A Woman’s Worth                                 | Alicia Keys                                                                     |
| 52       | 7 Days                                          | Craig David                                                                     |
| 53       | Hey Ma                                          | Cam'ron featuring Juelz Santana, Freekey Zekey & Toya                           |
| 54       | Work It                                         | Missy "Misdemeanor" Elliott                                                     |
| 55       | Move B***h                                      | Ludacris featuring Mystikal & Infamous 2.0                                      |
| 56       | Can’t Fight the Moonlight                       | LeAnn Rimes                                                                     |
| 57       | Escape                                          | Enrique Iglesias                                                                |
| 58       | More Than a Woman                               | Aaliyah                                                                         |
| 59       | Hella Good                                      | No Doubt                                                                        |
| 60       | I Love You                                      | Faith Evans                                                                     |
| 61       | Gotta Get Thru This                             | Daniel Bedingfield                                                              |
| 62       | Pass the Courvoisier Part II                    | Busta Rhymes featuring P. Diddy & Pharrell                                      |
| 63       | Lose Yourself                                   | Eminem                                                                          |
| 64       | Butterflies                                     | Michael Jackson                                                                 |
| 65       | What About Us?                                  | Brandy                                                                          |
| 66       | Underneath Your Clothes                         | Shakira                                                                         |
| 67       | Rainy Dayz                                      | Mary J. Blige featuring Ja Rule                                                 |
| 68       | Differences                                     | Ginuwine                                                                        |
| 69       | If I Could Go!                                  | Angie Martinez featuring Lil’ Mo & Sacario                                      |
| 70       | The Whole World                                 | OutKast featuring Killer Mike                                                   |
| 71       | Underneath It All                               | No Doubt featuring Lady Saw                                                     |
| 72       | Caramel                                         | City High featuring Eve                                                         |
| 73       | Luv U Better                                    | LL Cool J                                                                       |
| 74       | Gimme the Light                                 | Sean Paul                                                                       |
| 75       | Gone                                            | ’N Sync                                                                         |
| 76       | Livin' It Up                                    | Ja Rule featuring Case                                                          |
| 77       | Rollout (My Business)                           | Ludacris                                                                        |
| 78       | Here Is Gone                                    | Goo Goo Dolls                                                                   |
| 79       | No More Drama                                   | Mary J. Blige                                                                   |
| 80       | Days Go By                                      | Dirty Vegas                                                                     |
| 81       | Baby                                            | Ashanti                                                                         |
| 82       | The Good Stuff                                  | Kenny Chesney                                                                   |
| 83       | We Thuggin’                                     | Fat Joe featuring R. Kelly                                                      |
| 84       | Good Morning Beautiful                          | Steve Holy                                                                      |
| 85       | Rock the Boat                                   | Aaliyah                                                                         |
| 86       | Drive (For Daddy Gene)                          | Alan Jackson                                                                    |
| 87       | Standing Still                                  | Jewel                                                                           |
| 88       | Anything                                        | Jaheim featuring Next                                                           |
| 89       | Full Moon                                       | Brandy                                                                          |
| 90       | Uh Huh                                          | B2K                                                                             |
| 91       | A New Day Has Come                              | Celine Dion                                                                     |
| 92       | Turn off the Light                              | Nelly Furtado                                                                   |
| 93       | Living and Living Well                          | George Strait                                                                   |
| 94       | My List                                         | Toby Keith                                                                      |
| 95       | Hands Clean                                     | Alanis Morissette                                                               |
| 96       | Sk8er Boi                                       | Avril Lavigne                                                                   |
| 97       | Long Time Gone                                  | Dixie Chicks                                                                    |
| 98       | Where Were You (When the World Stopped Turning) | Alan Jackson                                                                    |
| 99       | Like I Love You                                 | Justin Timberlake                                                               |
| 100      | I Do!!                                          | Toya                                                                            |